# Sanderson Lam
Sanderson Lam (ur. 28 stycznia 1994 w Leeds) – angielski zawodowy snookerzysta pochodzenia chińskiego.

## Wczesne życie
Lam urodził się w Leeds w Anglii, jego rodzice byli Chińczykami. Przeprowadzili się do Anglii w latach 80. XX wieku.

## Kariera
W 2011 roku Lam zaczął brać udział w Players Tour Championship, serii turniejów dla profesjonalistów i amatorów. Podczas pierwszych trzech turniejów w Anglii przegrał za każdym razem pierwszy mecz, ale na Paul Hunter Classic w Fürth odniósł dwa zwycięstwa w rundzie kwalifikacyjnej i zmierzył się z Markiem Williamsem, lecz przegrał 0–4. W ciągu następnego roku wziął udział w czterech kolejnych turniejach. Po zakończeniu sezonu dostał się do Q School, gdzie dotarł do półfinału swojej grupy, jednak przegrał z Elliotem Slessorem, który następnie zapewnił sobie kwalifikację do głównego touru. W sezonie 2014/15 poprawił swoje wyniki w turniejach PTC i zakwalifikował się do fazy play-off EBSA Qualifying Tour. Tam udało mu się wyróżnić spośród 16 uczestników i wygrać jedno z dwóch głównych miejsc, pokonując w rundzie finałowej TJ Dowlinga 4–2. W rezultacie Lam otrzymał dwuletnią kartę na profesjonalny turniej World Snooker Tour na sezony 2015/2016 i 2016/2017. Lam pokonał Davida Morrisa 6–3 i zakwalifikował się do International Championship 2015. W swoim debiucie w turnieju rankingowym pokonał Michaela Wilda 6–0, ale w drugiej rundzie nie udało mu się zdobyć ani jednego frejma w walce z Zhou Yuelongiem. Lam przegrał wszystkie osiem meczów, w których wystąpił po tym zdarzeniu. Zwycięstwa nad Wang Yuchenem i Alanem McManusem, połączone z utratą tylko jednego frejma, pomogły Lamowi awansować do trzeciej rundy turnieju Northern Ireland Open, w której przegrał 1-4 z Hosseinem Vafaei. Na turnieju Gibraltar Open pokonał Wanga 4–3, Noppona Saengkhama i Petera Ebdona 4–1, dzięki czemu po raz pierwszy dotarł do 1/16 finału turnieju rankingowego. W pojedynku z Juddem Trumpem przegrał 1-4. Lam pokonał Marka Kinga 5–4 na China Open, zanim przegrał 2-5 z Kyrenem Wilsonem w drugiej rundzie, a aby uniknąć spadku z ligi, potrzebował udanego występu w Q School. Zwycięstwo 4–2 nad Joe Swailem w ostatniej rundzie drugiego turnieju zapewniło mu nową dwuletnią kartę uczestnictwa w tourze.

## Występy w turniejach w karierze
| Ranking                                      |                     | [ a ]               |                     | 77            |               | 92            | [ a ]         | [ b ]         | 75            | 62            | 60            |               |               |               |               |               |               |               |               |               |               |               |               |               |               |               |
| Turnieje rankingowe                          |                     |                     |                     |               |               |               |               |               |               |               |               |               |               |               |               |               |               |               |               |               |               |               |               |               |               |               |
| Championship League                          | nierankingowy       | nierankingowy       | nierankingowy       | nierankingowy | nierankingowy | nierankingowy | RR            | RR            | 2R            | RR            | RR            |               |               |               |               |               |               |               |               |               |               |               |               |               |               |               |
| style="background:#EFEFEF;" Xi'an Grand Prix | nie rozegrano       | nie rozegrano       | nie rozegrano       | nie rozegrano | nie rozegrano | nie rozegrano | nie rozegrano | nie rozegrano | nie rozegrano | LQ            |               |               |               |               |               |               |               |               |               |               |               |               |               |               |               |               |
| Saudi Arabia Masters                         | nie rozegrano       | nie rozegrano       | nie rozegrano       | nie rozegrano | nie rozegrano | nie rozegrano | nie rozegrano | nie rozegrano | nie rozegrano | 3R            |               |               |               |               |               |               |               |               |               |               |               |               |               |               |               |               |
| English Open                                 | nie rozegrano       | nie rozegrano       | nie rozegrano       | 1R            | 1R            | 1R            | LQ            | LQ            | 2R            | LQ            |               |               |               |               |               |               |               |               |               |               |               |               |               |               |               |               |
| British Open                                 | nie rozegrano       | nie rozegrano       | nie rozegrano       | nie rozegrano | nie rozegrano | nie rozegrano | 1R            | LQ            | 2R            | LQ            |               |               |               |               |               |               |               |               |               |               |               |               |               |               |               |               |
| Wuhan Open                                   | nie rozegrano       | nie rozegrano       | nie rozegrano       | nie rozegrano | nie rozegrano | nie rozegrano | nie rozegrano | nie rozegrano | 1R            | 1R            | LQ            |               |               |               |               |               |               |               |               |               |               |               |               |               |               |               |
| Northern Ireland Open                        | nie rozegrano       | nie rozegrano       | nie rozegrano       | 3R            | 1R            | 3R            | LQ            | LQ            | LQ            | LQ            |               |               |               |               |               |               |               |               |               |               |               |               |               |               |               |               |
| International Championship                   | A                   | A                   | 2R                  | LQ            | 1R            | LQ            | nie rozegrano | nie rozegrano | 1R            | 1R            |               |               |               |               |               |               |               |               |               |               |               |               |               |               |               |               |
| UK Championship                              | 1R                  | A                   | 1R                  | 1R            | 1R            | 1R            | 1R            | LQ            | LQ            | LQ            |               |               |               |               |               |               |               |               |               |               |               |               |               |               |               |               |
| Shoot Out                                    | nierankingowy       | nierankingowy       | nierankingowy       | 1R            | 1R            | 1R            | 3R            | 1R            | 3R            | 1R            |               |               |               |               |               |               |               |               |               |               |               |               |               |               |               |               |
| Scottish Open                                | nie rozegrano       | nie rozegrano       | nie rozegrano       | 1R            | 1R            | 1R            | 1R            | LQ            | QF            | LQ            |               |               |               |               |               |               |               |               |               |               |               |               |               |               |               |               |
| German Masters                               | LQ                  | A                   | LQ                  | LQ            | LQ            | LQ            | LQ            | LQ            | LQ            | LQ            |               |               |               |               |               |               |               |               |               |               |               |               |               |               |               |               |
| Welsh Open                                   | 1R                  | A                   | 1R                  | 1R            | 1R            | 1R            | LQ            | 2R            | 1R            | 3R            |               |               |               |               |               |               |               |               |               |               |               |               |               |               |               |               |
| World Open                                   | WR                  | nie rozegrano       | nie rozegrano       | A             | LQ            | LQ            | nie rozegrano | nie rozegrano | 1R            | LQ            |               |               |               |               |               |               |               |               |               |               |               |               |               |               |               |               |
| World Grand Prix                             | NH                  | NR                  | DNQ                 | DNQ           | DNQ           | DNQ           | DNQ           | DNQ           | DNQ           | DNQ           |               |               |               |               |               |               |               |               |               |               |               |               |               |               |               |               |
| Players Championship                         | DNQ                 | DNQ                 | DNQ                 | DNQ           | DNQ           | DNQ           | DNQ           | DNQ           | DNQ           | DNQ           |               |               |               |               |               |               |               |               |               |               |               |               |               |               |               |               |
| Tour Championship                            | nie rozegrano       | nie rozegrano       | nie rozegrano       | nie rozegrano | nie rozegrano | DNQ           | DNQ           | DNQ           | DNQ           | DNQ           |               |               |               |               |               |               |               |               |               |               |               |               |               |               |               |               |
| World Championship                           | LQ                  | A                   | LQ                  | LQ            | LQ            | LQ            | LQ            | LQ            | LQ            | LQ            |               |               |               |               |               |               |               |               |               |               |               |               |               |               |               |               |
| Dawne turnieje rankingowe                    |                     |                     |                     |               |               |               |               |               |               |               |               |               |               |               |               |               |               |               |               |               |               |               |               |               |               |               |
| Wuxi Classic                                 | LQ                  | A                   | nie rozegrano       | nie rozegrano | nie rozegrano | nie rozegrano | nie rozegrano | nie rozegrano | nie rozegrano | nie rozegrano | nie rozegrano | nie rozegrano | nie rozegrano | nie rozegrano | nie rozegrano | nie rozegrano | nie rozegrano | nie rozegrano | nie rozegrano | nie rozegrano | nie rozegrano | nie rozegrano |               |               |               |               |
| Australian Goldfields Open                   | LQ                  | LQ                  | LQ                  | nie rozegrano | nie rozegrano | nie rozegrano | nie rozegrano | nie rozegrano | nie rozegrano | nie rozegrano | nie rozegrano | nie rozegrano | nie rozegrano | nie rozegrano | nie rozegrano | nie rozegrano | nie rozegrano | nie rozegrano | nie rozegrano | nie rozegrano | nie rozegrano | nie rozegrano | nie rozegrano |               |               |               |
| Shanghai Masters                             | LQ                  | A                   | LQ                  | LQ            | 1R            | NR            | nie rozegrano | nie rozegrano | nie rozegrano | nie rozegrano |               |               |               |               |               |               |               |               |               |               |               |               |               |               |               |               |
| Riga Masters                                 | NH                  | Minor-Rank          | Minor-Rank          | LQ            | LQ            | LQ            | nie rozegrano | nie rozegrano | nie rozegrano | nie rozegrano | nie rozegrano | nie rozegrano | nie rozegrano | nie rozegrano | nie rozegrano | nie rozegrano | nie rozegrano | nie rozegrano | nie rozegrano | nie rozegrano | nie rozegrano | nie rozegrano | nie rozegrano | nie rozegrano | nie rozegrano | nie rozegrano |
| Paul Hunter Classic                          | Minor-Ranking Event | Minor-Ranking Event | Minor-Ranking Event | 2R            | 1R            | 1R            | nie rozegrano | nie rozegrano | nie rozegrano | nie rozegrano | nie rozegrano | nie rozegrano | nie rozegrano | nie rozegrano | nie rozegrano | nie rozegrano | nie rozegrano | nie rozegrano | nie rozegrano | nie rozegrano | nie rozegrano | nie rozegrano | nie rozegrano | nie rozegrano | nie rozegrano | nie rozegrano |
| China Championship                           | nie rozegrano       | nie rozegrano       | nie rozegrano       | NR            | LQ            | LQ            | nie rozegrano | nie rozegrano | nie rozegrano | nie rozegrano | nie rozegrano | nie rozegrano | nie rozegrano | nie rozegrano | nie rozegrano | nie rozegrano | nie rozegrano | nie rozegrano | nie rozegrano | nie rozegrano | nie rozegrano | nie rozegrano | nie rozegrano | nie rozegrano | nie rozegrano | nie rozegrano |
| Indian Open                                  | LQ                  | LQ                  | NH                  | LQ            | LQ            | LQ            | nie rozegrano | nie rozegrano | nie rozegrano | nie rozegrano | nie rozegrano | nie rozegrano | nie rozegrano | nie rozegrano | nie rozegrano | nie rozegrano | nie rozegrano | nie rozegrano | nie rozegrano | nie rozegrano | nie rozegrano | nie rozegrano | nie rozegrano | nie rozegrano | nie rozegrano | nie rozegrano |
| China Open                                   | LQ                  | A                   | LQ                  | 2R            | LQ            | LQ            | nie rozegrano | nie rozegrano | nie rozegrano | nie rozegrano | nie rozegrano | nie rozegrano | nie rozegrano | nie rozegrano | nie rozegrano | nie rozegrano | nie rozegrano | nie rozegrano | nie rozegrano | nie rozegrano | nie rozegrano | nie rozegrano | nie rozegrano | nie rozegrano | nie rozegrano | nie rozegrano |
| Turkish Masters                              | nie rozegrano       | nie rozegrano       | nie rozegrano       | nie rozegrano | nie rozegrano | nie rozegrano | LQ            | nie rozegrano | nie rozegrano | nie rozegrano |               |               |               |               |               |               |               |               |               |               |               |               |               |               |               |               |
| Gibraltar Open                               | nie rozegrano       | nie rozegrano       | MR                  | 4R            | 1R            | 1R            | 3R            | nie rozegrano | nie rozegrano | nie rozegrano |               |               |               |               |               |               |               |               |               |               |               |               |               |               |               |               |
| WST Classic                                  | nie rozegrano       | nie rozegrano       | nie rozegrano       | nie rozegrano | nie rozegrano | nie rozegrano | nie rozegrano | 1R            | nie rozegrano | nie rozegrano |               |               |               |               |               |               |               |               |               |               |               |               |               |               |               |               |
| European Masters                             | nie rozegrano       | nie rozegrano       | nie rozegrano       | LQ            | LQ            | LQ            | LQ            | 1R            | 1R            | NH            |               |               |               |               |               |               |               |               |               |               |               |               |               |               |               |               |
| Dawne turnieje nierankingowe                 |                     |                     |                     |               |               |               |               |               |               |               |               |               |               |               |               |               |               |               |               |               |               |               |               |               |               |               |
| Six-red World Championship                   | A                   | A                   | A                   | A             | A             | A             | NH            | LQ            | nie rozegrano | nie rozegrano |               |               |               |               |               |               |               |               |               |               |               |               |               |               |               |               |

1. 1 2  Był amatorem.
2. ↑  Zawodnicy awansujący z Q School nie mają punktów rankingowych.

| Legenda tabeli wyników              | Legenda tabeli wyników       | Legenda tabeli wyników                     | Legenda tabeli wyników                                                              | Legenda tabeli wyników                     | Legenda tabeli wyników                     |
| ----------------------------------- | ---------------------------- | ------------------------------------------ | ----------------------------------------------------------------------------------- | ------------------------------------------ | ------------------------------------------ |
| LQ                                  | odpadnięcie w kwalifikacjach | #R                                         | odpadnięcie we wczesnej fazie turnieju (WR = runda dzikich kart, RR = faza grupowa) | QF                                         | przegrana w ćwierćfinale                   |
| SF                                  | przegrana w półfinale        | F                                          | przegrana w finale                                                                  | W                                          | zwycięstwo                                 |
| DNQ                                 | nie zakwalifikował/a się     | A                                          | nie brał/a udziału                                                                  | WD                                         | zrezygnował/a w trakcie turnieju           |
| Legenda oznaczeń w tabelach wyników |                              |                                            |                                                                                     |                                            |                                            |
| NH / Nie roz.                       | NH / Nie roz.                | Turniej nie odbył się.                     | Turniej nie odbył się.                                                              | Turniej nie odbył się.                     | Turniej nie odbył się.                     |
| NR / Nie-rank.                      | NR / Nie-rank.               | Turniej nie był zaliczany jako rankingowy. | Turniej nie był zaliczany jako rankingowy.                                          | Turniej nie był zaliczany jako rankingowy. | Turniej nie był zaliczany jako rankingowy. |
| R / Rank.                           | R / Rank.                    | Turniej był zaliczany jako rankingowy.     | Turniej był zaliczany jako rankingowy.                                              | Turniej był zaliczany jako rankingowy.     | Turniej był zaliczany jako rankingowy.     |
| MR / Minor-Rank.                    | MR / Minor-Rank.             | Turniej był zaliczany jako minor ranking.  | Turniej był zaliczany jako minor ranking.                                           | Turniej był zaliczany jako minor ranking.  | Turniej był zaliczany jako minor ranking.  |

## Życie osobiste
Choć Lam mówi po angielsku jako swoim ojczystym języku, potrafi także mówić po chińsku, choć nie biegle. Zauważył: „Urodziłem się tutaj, ale jak tylko widzą, że jestem Chińczykiem, myślą, że potrafię mówić płynnie. To szok”. „Umiem mówić po chińsku, ale nie płynnie. Nadal próbuję się wiele nauczyć. Mam dość silny akcent z Leeds, głęboki głos, więc kiedy mówię w Chinach, nie rozumieją mojego akcentu”. Chociaż jego rodzice mówią po angielsku, mandaryńsku i kantońsku, on mówi głównie po angielsku.

## Finały w karierze

### Finał drużynowy: 1 (1-0)
| Rezultat  |    | Rok  | Turniej                               | Zespół/partner | Przeciwnik                   | Wynik |
| --------- | -- | ---- | ------------------------------------- | -------------- | ---------------------------- | ----- |
| Zwycięzca | 1. | 2017 | Mistrzostwa Świata w Grach Mikstowych | Katrina Wan    | Dylan Mitchell Rebecca Kenna | 3–1   |